# 米格-3战斗机
米高扬-格列维奇 米格-3（-3）战斗机是苏联在二战中使用的一种单座活塞式攔截機。该机由当时从属于第一国家飞机工厂的米高扬-格列维奇实验设计局设计，設計目標是解決米格-1戰鬥機測試時所得知的問題；MIG-3設計目標是為了進行高空空戰，但是蘇聯戰場的特性讓它鮮少發揮所長；在二戰尚未結束前，MIG-3便因性能不足退役。

## 开发背景
1939年，蘇聯空軍意識到自己需要下一代單翼戰鬥機，指示波利卡波夫設計局進行研發，代號波利卡波夫I-200；雖然波利卡波夫本人比較希望使用氣冷活塞發動機的I-180戰鬥機，但I-180原型機折損連連，I-200決定配合開發中的米庫林AM-37發動機（輸出功率1,450匹馬力），預定將有時速670公里的表現，波利卡波夫將新戰機配合AM-37發動機重新設計；I-200在1939年設計大致完成，唯一的變數是1939年8月波利卡波夫失去了史達林寵信，為了在剃除波利卡波夫的同時又不折損飛機設計團隊，米高揚與其兄阿納斯塔斯·伊萬諾維奇·米高揚密謀在波利卡波夫於1939年10月至11月與蘇聯航空工業代表團隨行到德國考察時，把他的設計局支解。
1939年11月，由航空工业人民委员会舉行的新型戰機討論會上，阿爾喬姆·伊萬諾維奇·米高揚代替出國的波利卡波夫出席會議，提出I-200方案；由於I-200方案在1939年極其誘人（1939年德國最新型號的Bf-109E極速570公里），12月該會議結論上呈史達林後，史達林決定將波利卡波夫設計局人力移編給提出方案的米高揚團隊，自立為第一實驗設計局（OKB-1），OKB-1在1940年變更代號為米格設計局，I-200戰鬥機也變更代號為MIG-1戰機。不過，MIG-1戰機在測試時出現了大量缺陷，讓主設計師阿爾喬姆·伊萬諾維奇·米高揚與米哈伊爾·約瑟福維奇·古列維奇必須進行飛機設計修正，I-200木質模型在1940年在中央空氣流體動力學研究院的T-101風洞進行測試修正飛機氣動設計，1940年10月29日，I-200四號原型機修改的新型米格機首飛，12月9日，在還沒完成測試前航空人民委員會將改良型戰機定名為MIG-3，在1940年底前完成20架。MIG-3不同與MIG-1的修改包括：
- 将引擎前移 4 英寸（100 毫米），改善飛機縱向飛行的穩定性
- 換用OP-310型引擎散热器
- 因引擎與散熱器位置調整，駕駛座下方得到額外空間增裝250公升（66美制加侖）的油箱
- 主翼外緣上反角從5度提高到6度，改善橫向穩定性
- 左右主翼各增設硬點，可攜帶共220公斤重的炸彈、或8枚RS-82火箭弹、或噴霧散布裝置
- 发动机下方增加了一个润滑油箱
- 修改增壓器進氣口形狀
- 燃料管線外包覆惰性氣體，降低燃料遭誘燃的機會
- 駕駛座後部增設8毫米厚防護鋼板（后期型又增加到9毫米）
- 儀錶板重新設計，以PBP-1A瞄準具替代PBP-1
- 修改座艙罩外型改善駕駛後方視野，增加的座艙後部空間作為增设RSI-1（后期型主要使用RSI-4）无线电預留區
- 改良主起落架設計提高強度，起落架主輪尺寸增加為25.5"x 7.87" (650mm x 200mm)
- ShKAS機槍的备弹数增加到750发

1940年底，MIG-1、MIG-3同時交付蘇聯空軍，在1941年1月17至2月26日在蘇聯空軍國家科學試驗院（NII VVS）進行測試；蘇聯空軍發現因為MIG-3比MIG-1重250公斤，機動性與爬升速度皆不如後者。同樣是5,000公尺高空爬升測試，MIG-3比MIG-1慢了1分鐘，但是在飛行極速上MIG-3居優；雖然兩架戰機都比蘇聯現役機種飛得要快，但都無法超越時速620公里，更麻煩的是兩架飛機都無法達到1,000公里的續航力標準。為此，米高揚和古列維奇向測試單位提出抗議，認為依據他們的計算結果，MIG-3的推力燃料消耗比是每公里0.46公斤，在該計算下MIG-3可以持續飛行1,010公里，但是測試中心的數據卻是每公里0.48公斤，因此測試單位沒有依照他們計算的最佳高度並調整發動機才無法達成這個參數。為了證明他們的計算正確，米格設計局安排了兩架同型機從莫斯科飛到列寧格勒，在高度7,300公尺、極速90%速度飛行下，米格設計局的測試完成了超過1,000公里的飛行距離，與蘇聯空軍國家科學試驗院測試出現矛盾。
由於兩個單位出現不同的測試結果，最後導向了NII VVS接收的戰機品質不佳，而驗收管理上的疏失則由蘇聯空軍自己扛下，最後NII VVS有部分指揮主管遭到撤職。雖然MIG-3測試爭議不小，但古列維奇仍然在1941年獲得蘇聯國家獎褒揚。
在试飞中，航空工业人民委员会（NKAP）宣布该机将在三家飞机厂同时投产，预期到1941年可以生产3600架。
第一架米格-3在1940年12月20日走下了生产线。到1941年3月，米格-3的日产量已经达到了10架飞机。该机加入现役后很快就击落了两架德国人的Ju 86侦察机，而此时德国和苏联间还没有正式宣战。 
当巴巴罗萨行动展开时，苏联空军手中已经有了1200架米格-3枕戈待旦。
由于重量的增加，最初的米格-3在性能上甚至不如早期的米格-1，燃料的消耗量也因为试飞时的高度问题而比原先估计的更大。为了证明该机的航程可以达到1000公里，米高扬和格列维奇不得不安排原型机又做了两次试飞。
然而，米格-3还面临着更多的问题。由于油压不足，该机在高空的性能不足，而试飞人员的不良操作习惯也导致了一些其他问题。为了完善该机，设计人员很快为其换上了新的燃料泵和滑油泵，并为该机的飞行员提供了更好的训练课程以帮助他们熟悉米格-3的操作。

## 性能数据（米格-3）
基本信息
- 机组：一人

性能
武器

- 1x 12.7 毫米 UBS 机枪
- 2x 7.62 毫米 ShKAS機槍

米格-3

  - 弹丸重量 1.44 公斤/秒 (3.17 磅/秒) UBS机枪使用装填高爆炸药的PETN弹药，通过螺旋桨轴发射，射击速率可达1050发/分钟。有些MiG-3为了加强火力在机翼下方加装了两挺UBK机枪，但此举会对飞机性能带来不利的影响。
- 2x 100 公斤 (220 磅) 炸弹，两个化学战剂/燃烧剂播撒装置或六枚直径为82毫米的RS-82非制导火箭弹。

## 使用者
- 苏联：苏联红军空军

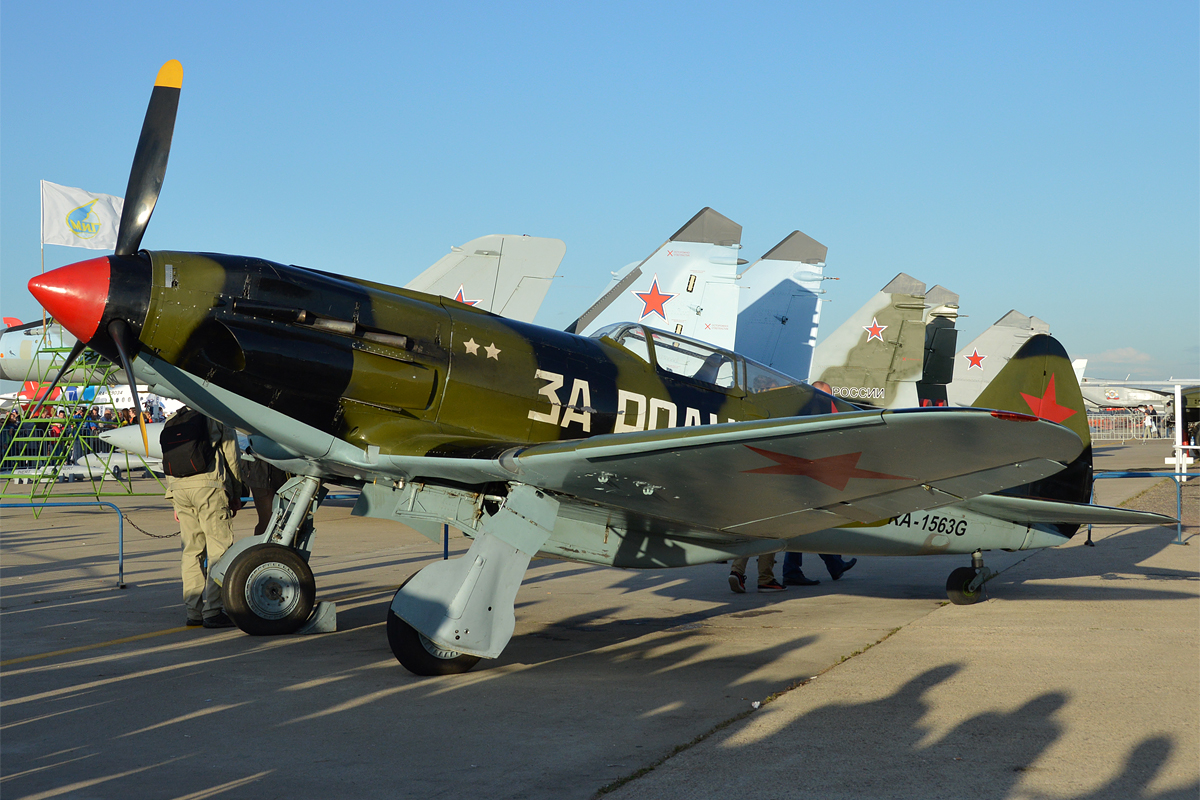
蘇聯空軍的米格-3戰鬥機

- 羅馬尼亞：通过一个叛逃的飞行员得到了一架米格-3，但从未在实战中使用
- 芬兰：曾经向德国订购了70架德国陆军在巴巴罗萨行动中缴获的MiG-3，但德国人一直没有交付，因此芬兰空军实际上从没有使用过米格-3参加战斗。

## 米格-7
由於MIG-3量產時並沒有使用預定配備的AM-37發動機，就米高揚立場，認為飛機的不合格有大半原因是遷就動力不足的AM-35發動機，因此他在米格-3服役時仍致力引進AM-37發動機改良；1941年5月，1架米格-3由米格設計局更換動力配備AM-37發動機，這架測試機代號米格-7。測試參數不明，只知道其縱向穩定性問題並無根解；而AM-37量產計畫則被1941年6月德國入侵蘇聯給打斷，MIG-7計畫因此取消；在德蘇戰爭開始後，米庫林發動機產能集中在AM-35與AM-38發動機的量產，後者是伊爾-2攻擊機的心臟，量產更為迫切。
為了得到理想的動力來源，米格設計局在後續又進行了多種動力測試；1941年5月13日，航空工业人民委员会命令MIG-3換上在La-5戰鬥機上表現不俗的ASh-82發動機，這個設計有多種代號：I-210戰鬥機、MIG-3-82、Samolyot IKh、Izdeliye 65，最終版本為I-211戰鬥機，無論哪種版本都不能稱上成功。1941年7月，調用AM-38發動機改裝測試提升低空飛行表現，測試結果得知海平面極速增加14公里，引擎過熱問題只要在攝氏16度以下的環境便可迴避，這個設計雖然被建議排入量產序列，但Il-2的需求被排在最優先順位，米格設計局不太有能力配發到足夠的AM-38發動機，加上原型機在1941年10月5日被擊落，換用AM-38發動機的想法因此放棄。
除了更換動力，米格設計局還有對氣動構型進行一些嘗試，包括前緣縫翼、VISH-61六葉螺旋槳，但這些僅停留在測試階段。

### 米高揚設計序列
- 螺旋槳式飛機

米格-1 | 米格-3 | 米格-5 | 米格-7
- 噴氣式飛機

米格-9 | 米格-13 | 米格-15 | 米格-17 | 米格-19 | 米格-21 | 米格-23 | 米格-25 | 米格-27 | 米格-29 | 米格-31 | 米格-33 | 米格-35 | 米格1.44